# Pedra Maria
Pedra Maria é uma aldeia de São Tomé e Príncipe, localiza-se no distrito de Mé-Zóchi, ilha de São Tomé, próxima às localidades da Bela Vista, Boa Entrada, Águã Telha e do Rio Água Sebastião.